# Nils Rosén (fotbollsspelare)
Nils Rosén, född 22 maj 1902 i Helsingborg, död 26 juni 1951 i Helsingborg, var en svensk fotbollsspelare (mittfältare) som under åren 1925-34 spelade 25 landskamper och bland annat deltog i Sveriges första VM-turnering, 1934.
På klubbnivå representerade han Hälsingborgs IF där han två gånger blev svensk mästare; 1932/33 och 1933/34.

## Meriter

### I klubblag
Hälsingborgs IF
- Allsvensk seriesegrare (4): 1928/29, 1929/30, 1932/33, 1933/34. (Av dessa räknas endast de 2 sistnämnda som SM-guld då Allsvenskan fick SM-status först säsongen 1930/31)

### I landslag
Sverige
- Uttagen till VM: 1934 (spelade som lagkapten i Sveriges båda matcher)[3]
- 25 landskamper, 0 mål

### Individuellt
- Mottagare av Stora grabbars märke, 1931

### Webbkällor
- Worldfootball.net - Nils Rosén
- Svenska landslagsmän svenskfotboll.se